# Petr Kulhánek (vědec)
Petr Kulhánek (* 9. ledna 1959 Praha) je český teoretický fyzik a popularizátor astrofyziky a astronomie.

## Život
Petr Kulhánek vystudoval v roce 1983 obor matematická fyzika na Matematicko-fyzikální fakultě Univerzity Karlovy. Kandidátem věd se stal v roce 1987 poté, co dokončil práci na téma Urychlovače plazmatu a i nadále se věnoval modelům a simulacím plazmatu. Docentem se stal v roce 1996 („Teoretické modely z-pinčů“) a profesorem aplikované fyziky v roce 2005 („PIC simulace plazmových vláken“).
Petr Kulhánek má dvě děti. Je rozvedený.

## Věda a výuka
Petr Kulhánek přednáší na FEL ČVUT, FJFI ČVUT a PřF UP. Je členem Rady Centra teoretické astrofyziky AV ČR, autorem mnoha skript, učebních textů a odborných publikací.
Od roku 1999 vedl sedm expedic za pozorováním plazmatu ve sluneční koróně a v horních vrstvách atmosféry planety Země.
Je členem Mezinárodní astronomické unie.
V lednu 2010 byl ministryní školství jmenován do Českého výboru PRODEX.

## Popularizace

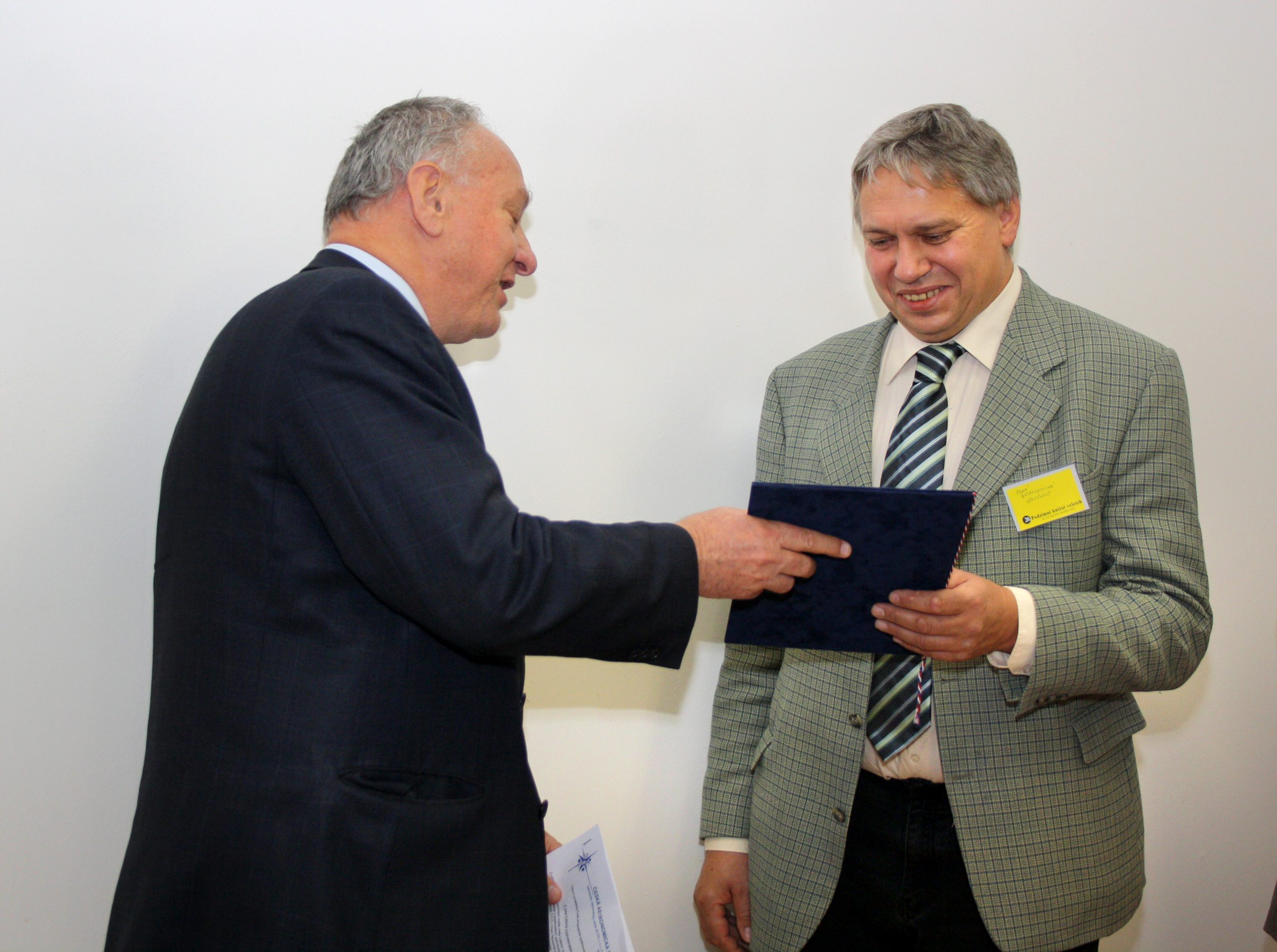
Petr Kulhánek při přebírání ceny Littera Astronomica za rok 2010

Petr Kulhánek dlouhodobě popularizuje fyziku, astrofyziku a astronomii. Je zakladatelem sdružení Aldebaran Group for Astrophysics a koordinuje myšlenkovou náplň serveru Aldebaran.cz. Již od dob svých studií spolupracuje se Štefánikovou hvězdárnou v Praze.
V roce 2010 mu Česká astronomická společnost udělila cenu Littera Astronomica za významný příspěvek k popularizaci astronomie v Česku.

### Knižní publikace
- Petr Kulhánek a kol.: Astronomie a fyzika na přelomu tisíciletí, Nakladatelství Dialog, Most, 2004
- Petr Kulhánek a kol.: Astronomie a fyzika na přelomu tisíciletí II, Nakladatelství Aldebaran, Valašské Meziříčí, 2005
- Petr Kulhánek, Jakub Rozehnal: Hvězdy, planety, magnety, Mladá fronta, Praha, 2007
- Petr Kulhánek a kol.: Astronomie a fyzika – nové obzory, Nakladatelství Aldebaran Group for Astrophysics, Praha, 2010
- Petr Kulhánek: Úvod do teorie plazmatu, Nakladatelství Aldebaran Group for Astrophysics, Praha, 2011
- Petr Kulhánek: Blýskání, Nakladatelství Aldebaran Group for Astrophysics, Praha, 2011
- Petr Kulhánek a kol.: Astronomie a fyzika – svítání, Nakladatelství Aldebaran Group for Astrophysics, Praha, 2014
- Petr Kulhánek: Vybrané kapitoly z teoretické fyziky, Nakladatelství Aldebaran Group for Astrophysics, Praha, 2016
- Petr Kulhánek: Z kuchyně do vesmíru aneb třináctero příběhů neobyčejně obyčejných, Nakladatelství Aldebaran Group for Astrophysics, Praha, 2016
- Petr Kulhánek a kol.: Astronomie a fyzika – souvislosti, Nakladatelství Aldebaran Group for Astrophysics, Praha, 2018
- Petr Kulhánek: Jak vznikal svět aneb třináctero příběhů o kosmologii, Nakladatelství Aldebaran Group for Astrophysics, Praha, 2019
- Petr Kulhánek: Vybrané kapitoly z teoretické fyziky I (teoretická mechanika, kvantová teorie, matematika pro fyziku), Nakladatelství Aldebaran Group for Astrophysics, Praha, 2020
- Petr Kulhánek: Vybrané kapitoly z teoretické fyziky II (statistická fyzika, elektromagnetické pole, relativita), Nakladatelství Aldebaran Group for Astrophysics, Praha, 2020
- Petr Kulhánek: Vybrané kapitoly z teoretické fyziky III (teorie plazmatu, numerické simulace), Nakladatelství Aldebaran Group for Astrophysics, Praha, 2020
- Petr Kulhánek: Duchové vesmíru aneb třináctero příběhů o neutrinech, Nakladatelství Aldebaran Group for Astrophysics, Praha, 2021
- Petr Kulhánek, Jakub Rozehnal: Hvězdy, planety, magnety, Nakladatelství Aldebaran Group for Astrophysics, Praha, 2021
- Petr Kulhánek a kol.: Astronomie a fyzika – hledání, Nakladatelství Aldebaran Group for Astrophysics, Praha, 2022
- Petr Kulhánek: Proklaté skoky aneb aneb třináctero kvantových příběhů a jeden navíc, Nakladatelství Aldebaran Group for Astrophysics, Praha, 2023
- Petr Kulhánek: Pokřivený svět, Nakladatelství Aldebaran Group for Astrophysics, Praha, 2024